# Nelson Santos (Diplomat)
Nelson Santos (* 1968 in Liquiçá, Portugiesisch-Timor) ist ein osttimoresischer Diplomat.

## Werdegang
Santos erhielt 1993 einen Bachelor of Arts in Mathematik und Statistik an der Deakin University in Melbourne. Im selben Jahr gehörte er zu den ersten Absolventen des Trainingprogramms für Diplomatie an der Juristischen Fakultät der University of New South Wales. Danach absolvierte er bis 1995 ein Praktikum beim International Services for Human Rights in Genf.
Von 1995 bis 1997 arbeitete Santos als Beamter im Familiengericht von Macau und von 1997 bis 2001 als Senior Officer bei Interpol in Macau. In dieser Zeit war Santos auch für die osttimoresische Unabhängigkeitsbewegung aktiv.
2002 wurde Olímpio Branco, der bisherige Generalsekretär des Außenministeriums Osttimors, neuer stellvertretender Außenminister. Von September an ersetzte ihn zunächst ein Exekutivteam, das im Rotationsprinzip alle vier Monate den Posten übernahm. Dieses bestand aus Santos, als Direktor für bilaterale Beziehungen, Vicky Tchong, Verwaltungsdirektorin und Roberto Soares, Direktor für regionale Angelegenheiten. Zum 1. Januar 2004 wurde Santos zunächst ad interim zum alleinigen Generalsekretär ernannt. Seinen Direktorposten behielt er bis zur Ernennung eines Nachfolgers. Generalsekretär war er bis September 2006. Santos trug die Verantwortung für den Aufbau des Außenministeriums. Osttimor war erst am 20. Mai 2002 in die Unabhängigkeit entlassen worden. Von Mai 2002 bis Januar 2007 war er im Außenministerium Direktor für Bilaterale Angelegenheiten und leitete regelmäßig gemeinsame ministerielle Kommissionen von Osttimor und Indonesien. Auch war er an den Verhandlungen über die Grenzziehung zwischen den beiden Ländern und der Aufteilung der Bodenschätze in der Timorsee zwischen Osttimor und Australien beteiligt (siehe auch: Grenzstreitigkeiten zwischen Australien und Osttimor).
Am 7. Februar 2007 übergab Santos seine Akkreditierung als Ständiger Vertreter Osttimors bei den Vereinten Nationen in New York an Ban Ki-moon. Er folgte damit José Luís Guterres, der 2006 neuer Außenminister Osttimors wurde. Santos selbst wurde 2010 von Sofia Borges in New York abgelöst. Am 28. Oktober 2011 übergab Santos seine Akkreditierung als Ständiger Vertreter Osttimors bei der Europäischen Union in Brüssel. In Personalunion hatte er damit auch die Posten als Botschafter in Belgien, Deutschland, Österreich und anderen mitteleuropäischen Ländern inne. 2016 löste ihn Francisco Tilman Cepeda in Brüssel ab.

## Privates
Santos ist verheiratet und hat drei Kinder.